# پارک مین یونگ
این یک نام کره‌ای است؛ نام خانوادگی پارک است.
پارک مین یونگ (کره‌ای: 박민영؛ زادهٔ ۴ مارس ۱۹۸۶) بازیگر اهل کره جنوبی است. او به خاطر بازی در درام تاریخی رسوایی سونگ کیون کوان به شهرت رسید و از آن پس در مجموعه‌های تلویزیونی شکارچی شهر (۲۰۱۱)، افتخار جین (۲۰۱۱)، دکتر جین (۲۰۱۲)، یک برگ نو (۲۰۱۴)، هیلر (۲۰۱۴–۲۰۱۵)، به یادآور (۲۰۱۵–۲۰۱۶)، ملکه هفت روزه (۲۰۱۷)، منشی کیم چشه؟ (۲۰۱۸)، زندگی خصوصی او (۲۰۱۹)، وقتی هوا خوبه (۲۰۲۰)، پیش‌بینی عشق و آب‌وهوا (۲۰۲۲)، عشق قراردادی (۲۰۲۲) و با شوهرم ازدواج کن (۲٠۲۴) ایفای نقش کرده‌است.

## زندگی‌نامه

### کودکی و زندگی اولیه
پارک مین یانگ (Park Min-young) روز ۴ مارس ۱۹۸۶(۱۳ اسفند ۱۳۶۴) در یک خانواده ساده و سنتی کره ای پیرو دین مسیحیت (کاتولیک) بدنیا آمد. به گفته خودش کودکی او معمولاً بی نظیر بوده است و زندگی خوبی با خانواده اش داشته‌است. از زمان کودکی علاقه به فیلم‌ها و بازیگری داشته‌است.
او در مصاحبهٔ خود با Sports Chosun درسال ۲۰۱۳ اعتراف کرده‌است که در دبستان خودش را به اندازه کافی زیبا نمی‌دانسته‌است و از آنجا که دوست داشته یک بازیگر شود، می‌خواست بی نقص به نظر برسد. وقتی مادرش این موضوع را احساس کرده‌است، در مورد یک جراحی احتمالی با او صحبت کرده بود که پارک که در آن زمان کوچک بود نیز با آن موافقت کرده‌است.  او در ادامه صحبت‌های خود در این مصاحبه عنوان کرده که عمل او تنها عمل پلک چشم بوده‌است که یک عمل رایج درکشور کره به‌شمار می‌رود و عمل بینی اش به خاطر انحراف آن بوده و یه عمل پزشکی محسوب می‌شود که هر دو را زمانی که دبیرستانی بوده انجام داده‌است؛ او در مصاحبه خود تنها یک عکس از قبل عمل خود نشان داده‌است و مابقی عکس‌هایی که منتشر شده‌اند توسط پارک و کمپانی اش (Namoo Actors) تأیید نشده‌است.

### زندگی عاشقانه
اولین موردی که میتوانیم‌ به قرار عاشقانه‌ی وی اشاره بکنیم؛ قرار گذاشتن او با بازیگر کره‌جنوبیلی مین هو است. او و لی مین هو بعد از سریال «شکارچی شهر» شروع به قرار گذاشتن با یکدیگر کردند. اگرچه انها مدتی بعد از یکدیگر جدا شدند ولی تنها مدرک موجود جدا شدن آنها این است که کمپاني هر دو بیانیه‌ای در باره‌ی پایان یافتن به زندگی عاشقانه‌ی لی‌ مین‌ هو و پارک‌ داده بود. البته هنوز مشخص نیست که چرا این دو همدیگر را ترک‌کردند. آنها قبل از مراسم اهدای جوایز از هم جدا شدند.
يکي از شایعاتی دیگری که درباره‌ی زندگی خصوصي پارک وجود دارد ، رابطه‌ای با بازیگران پارک‌ سو‌ جون و سونگ‌ جونگ‌ کی بود اما وی شخصاً این موضوع را تکذیب کرد. هم‌چنین او با يکي از پیرمردان ثروتمند آمریکایی نیز قرار می‌گذاشت که با نظران منفی کاربران مواجه شد.

## تحصیلات
پارک مین یانگ مقطع دبیرستان در طرح مبادله دانش آموز راهی کشور آمریکا شد، او می‌گوید این فرصت عالی برای من جهت آشنایی با فرهنگ این کشور و زبان انگلیسی بود.
اگرچه این سفر ترسناک بود، اما او تصمیم داشت از هر موقعیت دیگری در زندگی خود به دنبال مثبتش باشد و گفته که این و فرصت بزرگ برای رشد او به عنوان یک فرد می‌دانسته.
وقتی تحصیلات دبیرستانی خود را به پایان رساند و زمان تصمیم‌گیری برای انتخاب جریان دانشکده بود این مسیر را برای کل آینده او تعیین می‌کرد، پس تحصیلات تئاتر را انتخاب کرد و در فوریه ۲۰۱۳ از دانشگاه Dongguk(دونگوک) در سئول در رشته تئاتر فارغ‌التحصیل شد.

## حرفه

### ۲۰۰۹–۲۰۰۵ :شروع
- پارک مین یانگ اولین بار در سال ۲۰۰۵ در پیام بازرگانی SK Telecom (اس کی تلکام :شرکت کره‌ای اپراتور شبکه‌های بی‌سیمی است، که توسط شرکت اس‌کی گروپ، مدیریت می‌شود) انجام داد. (۲۰۰۵)[۶]
- او حرفه بازیگری خود را یک سال بعد (سال ۲۰۰۶)در مجموعه تلویزیونی پرطرفدارِ «ضربه عالی توقف ناپذیر» آغاز کرد. (۲۰۰۶)[۷]
- او همچنین در درام‌های تلویزیونی حضور داشت، در نقش‌هایی مانند تنها دخترِ یک مرد ثروتمند در سریال «من سم هستم». (۲۰۰۷)[۸]
- و یک گومیهو (روباه نه دم در افسانه‌های کره) در یک اپیزود از درام ترسناک با عنوان «زادگاه افسانه‌ها». (۲۰۰۸)[۹]
- او در درام " جامیونگ گو " نقش یک شاهزاده خانم را بازی کرد. (۲۰۰۹)[۱۰]
- و دختری که در بین مثلث عشقی دو دونده ماراتن در درام «دونده، گو» گرفتار شده‌است. (۲۰۱۰)[۱۱]

### ۲۰۱۰–۲۰۱۱: دستیابی به موفقیت
- پیشرفت موفقیت‌آمیز پارک مین یانگ با درام "رسوایی سونگ کیو کوان "در سال ۲۰۱۰ اتفاق افتاد که شخصیت او یک زن جوانِ باهوش و زیرک است و خود را به عنوان پسر معرفی می‌کند تا وارد معتبرترین مؤسسه یادگیری در چوسان شود. (۲۰۱۰)[۱۲][۱۳][۱۴]
- به دنبال آن در سال ۲۰۱۱ موفقیت دیگری با شکارچی شهر که بر اساس مانگای ژاپنی بود، صورت گرفت. داستانی در مورد  انتقام و عدالت، او در این درام نقش کیم نانا بادیگارد کاخ آبی را بازی کرده‌است. وبازیگر نقش مقابل اش لی مین هو بود. (۲۰۱۱)[۱۵][۱۶][۱۷]
- موفقیت پارک مین یانگ در صفحه نمایش کوچک باعث افزایش پیشنهادهای تبلیغاتی اش شد. (۲۰۱۱)[۱۸]
- در اواخر همان سال، او اولین نمایش بزرگ خود را در فیلم ترسناک «گربه» انجام داد، در مورد زنی که پس از فرزندخواندگی گربه ای که در محل مرگ مرموز پیدا شده‌است، دچار ترس می‌شود. (۲۰۱۱)[۱۹]
- پارک مین یانگ بعد در ملودرام " جین باشکوه " ظاهر شد، در نقش یک کمک پرستار که با یک بازیکن بیسبال سابق درگیر می‌شود .(۲۰۱۱)[۲۰]

### ۲۰۱۲ – تاکنون: نقش‌های اصلی
- پارک در سال ۲۰۱۲ در اقتباس دیگری از صفحه مانگا «سفر زمان دکتر جین» بازی کرد. در دکتر جین، یک جراح مغز و اعصاب به زمان ۱۸۶۰ سفر می‌کند. مین یانگ در نقش دوست دختر قهرمان داستان امروزی و همزاد او در دوران چوسان است. (۲۰۱۲)[۲۱]
- در ماه مه ۲۰۱۳، پارک مین یانگ قرارداد خود را با آژانس مدیریت قبلی starship-ent.com به پایان رساند و به مدت شش ماه به عنوان نماینده آزاد فعالیت کرده‌است. در نوامبر ۲۰۱۳، پارک با آژانس مدیریت جدید Culture Depot قرارداد امضا کرد. (۲۰۱۳)
- وی بعداً یک کارآموز ایده آلیست را در درام حقوقی «یک برگ جدید» بازی کرد، که با رئیس وکیل درخشان اما بدبین خود درگیر می‌شود تا اینکه او دچار فراموشی می‌شود .(۲۰۱۴)[۲۲]
- به دنبال آن به عنوان خبرنگار یک مجله خبری در" هیلر (شفادهنده)"، سریالی که توسط سونگ جی نا نوشته شده و جی چانگ ووک و یو جی تائه نیز در آن بازی کرده بودند، بازی کرد. شفا دهنده در چین محبوب بود و منجر به افزایش اعتبار برای پارک مین یانگ شد. (۲۰۱۵)[۲۳]
- سپس پارک مین یانگ در اولین درام تلویزیونی چینی خود با عنوان «شجاعان مینگ» بازی کرد، درامی دوره ای براساس رمان شب ابریشم ساخته یوئه گوان که هانس ژانگ و جرمی تسوی نیز در آن بازی کردند. (۲۰۱۶)
- سال بعد، وی در دومین درام چینی خود، شهر زمان در کنار بازیگر چینی ژانگ ژهان انتخاب شد. (۲۰۱۶)[۲۴]
- پارک مین یانگ در اواخر سال ۲۰۱۵ تا اوایل سال ۲۰۱۶ به عنوان یک وکیل در درام کره ای «به یادآور» درشبکه SBS بازی کرد. (۲۰۱۵_۲۰۱۶)[۲۵]
- و در سال ۲۰۱۷درام تاریخی «ملکه هفت روزه» درنقش ملکه بازی کرد. (۲۰۱۷)[۲۶]
- در سپتامبر ۲۰۱۷، تأیید شد که پارک مین یانگ یک عضو ثابت از بازیگران در وریتی شوی «مجرم تویی» از شبکه نتفلیکس خواهد بود. (۲۰۱۷)[۲۷]
- در نوامبر ۲۰۱۷، گزارش شد که قرارداد پارک مین یانگ با آژانس وی Culture Depot به پایان رسیده‌است. در دسامبر ۲۰۱۷، پارک مین یانگ با آژانس مدیریت جدید Namoo Actors قرارداد امضا کرد. (۲۰۱۷)[۲۸][۲۹]
- در سال ۲۰۱۸، در اولین درام کمدی عاشقانه خود " منشی کیم چشه؟" درکنار پارک سئو جون انتخاب شد. این سریال در رتبه‌بندی موفق شد و باعث محبوبیت بیشتر پارک مین یانگ شد. (۲۰۱۸)[۳۰][۳۱]
- در ماه اکتبر، پارک مین یانگ اولین فن میتینگ خود را در این ۱۲ سال با عنوان «روز من» برگزار کرد. (۲۰۱۸)[۳۲]
- در سال ۲۰۱۹، پارک در دومین درام کمدی عاشقانه خود «زندگی خصوصی او» در کنار کیم جه ووک بازی کرد. او نقش سونگ دوک می را بازی می‌کرد که به عنوان سرپرست در یک موزه هنری کار می‌کند اما اوقات خارج از کار خودرا به عنوان یک فن گرل می‌گذراند. (۲۰۱۹)[۳۳]
- در سال ۲۰۲۰، او در درام عاشقانه «در یک روز زیبا تورا پیدا می‌کنم» در کنار سئو کانگ جون بازی کرد. (۲۰۲۰)[۳۴]
- در سالِ ۲۰۲۱، تأیید شد که در درام کمدی عاشقانه «عاشقانه بی رحمانه اداری» در کنار سونگ کانک بازی می‌کند. (۲۰۲۱)
- در دسامبر ۲۰۲۱، گزارش شد که قرارداد پارک مین یانگ با آژانس وی Namoo Actors به پایان رسیده‌است. در دسامبر ۲۰۲۱، پارک مین یانگ با آژانس مدیریت جدید Hook Entertainment قرارداد امضا کرد. (۲۰۲۱)[۳۵]
- در سال 2022، پارک در درام عاشقانه JTBC به نام پیشبینی عشق و آب و هوا در کنار سونگ کانگ در نقش جین ها کیونگ - یک کارشناس پیش‌بینی در اداره هواشناسی کره، بازی کرد.[۳۶]
- در سپتامبر سال 2022، پارک مین یانگ در سریال عشق قراردادی که توسط شبکه tvN پخش میشد، در نقش چون سانگ اون، ایفای نقش کرد.[۳۷]

## فیلم‌شناسی

### فیلم
| سال  | عنوان | نقش    | منابع  |
| ---- | ----- | ------ | ------ |
| ۲۰۱۱ | گربه  | سو-یون | [ ۳۸ ] |

### مجموعه‌های تلویزیونی
| سال     | عنوان                | نقش                               | شبکه              | منابع  |
| ------- | -------------------- | --------------------------------- | ----------------- | ------ |
| ۲۰۰۶–۰۷ | ضربه عالی            | کانگ یو-می                        | ام‌بی‌سی            | [ ۳۹ ] |
| ۲۰۰۷    | من سم هستم           | یو اون-بیول                       | کی‌بی‌اس۲           | [ ۴۰ ] |
| ۲۰۰۸    | زادگاه افسانه‌ها      | لی میونگ-اوک                      | کی‌بی‌اس            | [ ۴۱ ] |
| ۲۰۰۹    | جا میونگ گو          | شاهزاده خانم ناکرانگ              | اس‌بی‌اس            | [ ۴۲ ] |
| ۲۰۱۰    | رانینگ، گو           | مون هانگ-جو                       | ام‌بی‌سی            | [ ۴۳ ] |
| ۲۰۱۰    | رسوایی سونگ‌کیون‌کوان  | کیم یون-هی / کیم یون-شیک          | کی‌بی‌اس۲           | [ ۴۴ ] |
| ۲۰۱۱    | شکارچی شهر           | کیم نا-نا                         | اس‌بی‌اس            | [ ۴۵ ] |
| ۲۰۱۱    | افتخار جین           | یون جه-این                        | کی‌بی‌اس            | [ ۴۶ ] |
| ۲۰۱۲    | دکتر جین             | یو می-نا /هونگ یونگ-رائه          | ام‌بی‌سی            | [ ۴۷ ] |
| ۲۰۱۴    | یک برگ نو            | لی جی-یون                         | ام‌بی‌سی            | [ ۴۸ ] |
| ۲۰۱۴–۱۵ | هیلر                 | چائه یون-شین / او جی-آن           | اس‌بی‌اس            | [ ۴۹ ] |
| ۲۰۱۵–۱۶ | به یادآور            | لی این-آ                          | اس‌بی‌اس            | [ ۵۰ ] |
| ۲۰۱۷    | ملکه هفت روزه        | شین چه-کیونگ/ بعدها ملکه دانگیونگ | کی‌بی‌اس            | [ ۵۱ ] |
| ۲۰۱۸    | منشی کیم چشه؟        | کیم می-سو                         | تی‌وی‌ان            | [ ۵۲ ] |
| ۲۰۱۹    | زندگی خصوصی او       | سونگ دوک-می                       | تی‌وی‌ان            | [ ۵۳ ] |
| ۲۰۲۰    | وقتی هوا خوبه        | موک هه-وون                        | جی‌تی‌بی‌سی          | [ ۵۴ ] |
| ۲۰۲۲    | پیش‌بینی عشق و آب‌وهوا | جین ها-کیونگ                      | جی‌تی‌بی‌سی، نتفلیکس | [ ۵۵ ] |
| ۲۰۲۲    | عشق قراردادی         | چوی سانگ-اون                      | تی‌وی‌ان            | [ ۵۶ ] |
| ۲۰۲۴    | با شوهرم ازدواج کن   | کانگ جی وون                       | تی‌وی‌ان            | [ ۵۷ ] |

### نمایش‌های تلویزیونی
| سال  | عنوان        | پلتفرم | نقش                 | یادداشت | منابع  |
| ---- | ------------ | ------ | ------------------- | ------- | ------ |
| ۲۰۱۷ | مای ایر کَندی | تی‌وی‌ان | اعضای گروه بازیگران | قسمت۴–۷ | [ ۵۸ ] |

### نمایش‌های وب
| سال     | عنوان  | پلتفرم  | نقش                 | یادداشت | منابع  |
| ------- | ------ | ------- | ------------------- | ------- | ------ |
| ۲۰۱۸–۲۱ | باستد! | نتفلیکس | اعضای گروه بازیگران | فصل۱–۳  | [ ۵۹ ] |

### میزبانی
| سال  | عنوان                            | نقش    | یادداشت       | منابع  |
| ---- | -------------------------------- | ------ | ------------- | ------ |
| ۲۰۱۹ | سی و سومین دوره جوایز دیسک طلایی | میزبان | با لی سونگ گی | [ ۶۰ ] |

### موزیک ویدیو
| سال  | عنوان آهنگ     | هنرمند       | منابع  |
| ---- | -------------- | ------------ | ------ |
| ۲۰۰۷ | "خداحافظی نکن" | کیم یونگ-جین | [ ۶۱ ] |
| ۲۰۰۸ | "هارو هارو"    | بینگ بنگ     | [ ۶۲ ] |
| ۲۰۰۹ | "لاو استوری"   | گاوی اِن‌جِی    | [ ۶۳ ] |

## جوایز و نامزدی‌ها
| سال  | جایزه                            | رده                                            | کار یا شخص نامزد شده              | نتیجه    |
| ---- | -------------------------------- | ---------------------------------------------- | --------------------------------- | -------- |
| ۲۰۰۷ | جوایز دومین فستیوال مدل آسیا     | بهترین مدل                                     | پارک مین یانگ                     | برنده    |
| ۲۰۰۷ | MBC Entertainment Awards         | بهترین بازیگر زن تازه‌کار کمدی                  | ضربه توقف ناپذیر                  | برنده    |
| ۲۰۰۷ | KBS Drama Awards                 | بهترین بازیگر زن تازه‌کار                       | من سم هستم                        | برنده    |
| ۲۰۰۸ | چهل و چهارمین جایزه هنری پاکسانگ | بهترین بازیگر تازه‌کار (تی وی)                  | من سم هستم                        | نامزدشده |
| ۲۰۰۸ | KBS Drama Awards                 | جایزه بازیگر برتر زن (در یک قسمت ویژه)         | زادگاه افسانه‌ها (نقش روباه نه دم) | برنده    |
| ۲۰۱۰ | KBS Drama Awards                 | جایزه بازیگر برتر زن                           | سونگ کیو کوان                     | برنده    |
| ۲۰۱۰ | KBS Drama Awards                 | جایزه مردمی(نتیزن‌ها)                           | سونگ کیو کوان                     | برنده    |
| ۲۰۱۰ | KBS Drama Awards                 | بهترین کاپل(پارک یوچان و پارک مین یانگ)        | سونگ کیو کوان                     | برنده    |
| ۲۰۱۱ | چهل و هفتمین جایزه هنری پاکسانگ  | بهترین بازیگر (تی وی)                          | سونگ کیو کوان                     | نامزدشده |
| ۲۰۱۱ | ششمین جوایز بین‌المللی درام سئول  | بازیگر برجسته کره ای                           | سونگ کیو کوان                     | نامزدشده |
| ۲۰۱۱ | چهارمین جوایز درام کره           | بهترین بازیگر                                  | سونگ کیو کوان، شکارچی شهر         | نامزدشده |
| ۲۰۱۱ | SBS Drama Awards                 | جایزه برترین بازیگر زن نقش اول                 | شکارچی شهر                        | نامزدشده |
| ۲۰۱۱ | SBS Drama Awards                 | بهترین زوج(Lee Min-ho و ParkMin-young)         | شکارچی شهر                        | نامزدشده |
| ۲۰۱۱ | SBS Drama Awards                 | جایزه محبوبیت                                  | شکارچی شهر                        | نامزدشده |
| ۲۰۱۱ | KBS Drama Awards                 | بازیگر برتر زن                                 | جین باشکوه                        | نامزدشده |
| ۲۰۱۱ | KBS Drama Awards                 | جایزه بهترین بازیگر برتر زن                    | جین باشکوه                        | برنده    |
| ۲۰۱۲ | دوازدهمین جوایز برتر موسیقی چین  | جایزه هنرمند مد                                | پارک مین یانگ                     | برنده    |
| ۲۰۱۴ | MBC Drama Awards                 | جایزه برترین بازیگر زن                         | یک برگ جدید                       | نامزدشده |
| ۲۰۱۴ | KBS Drama Awards                 | جایزه بهترین بازیگر برتر زن                    | شفا دهنده                         | برنده    |
| ۲۰۱۴ | KBS Drama Awards                 | بهترین زوج(جی چانگ ووک و پارک مین یانگ)        | شفا دهنده                         | برنده    |
| ۲۰۱۵ | جوایز جشنواره مدل آسیا           | جایزه بازیگر ویژه آسیا                         | پارک مین یانگ                     | برنده    |
| ۲۰۱۶ | Drama fever Awards               | بهترین زوج (جی چانگ ووک و پارک مین یانگ)       | شفا دهنده                         | برنده    |
| ۲۰۱۶ | SBS Drama Awards                 | جایزه برترین بازیگر زن ژانر درام               | به یادآور                         | نامزدشده |
| ۲۰۱۷ | Asia Artist Awards               | جایزه بهترین سلبریتی                           | ملکه هفت روزه                     | برنده    |
| ۲۰۱۷ | kBS Drama Awards                 | جایزه بهترین بازیگر برتر زن                    | ملکه هفت روزه                     | نامزدشده |
| ۲۰۱۸ | جوایز soompi                     | جایزه بهترین kiss (یئون ووجین و پارک مین یانگ) | ملکه هفت روزه                     | نامزدشده |
| ۲۰۱۸ | جوایز soompi                     | جایزه بهترین بازیگر زن نقش اول سال             | ملکه هفت روزه                     | نامزدشده |
| ۲۰۱۸ | Apan star Awards                 | بهترین بازیگر                                  | منشی کیم چشه؟                     | نامزدشده |
| ۲۰۱۸ | Apan star Awards                 | جایزه بازیگر محبوب k-star                      | منشی کیم چشه؟                     | برنده    |
| ۲۰۱۸ | کنفرانس درام آسیا                | جایزه ویژه تقدیر                               | منشی کیم چشه؟                     | برنده    |
| ۲۰۱۸ | جوایز سرگرمی فرهنگی KCA          | جایزه بهترین بازیگر زن نقش اول سال             | منشی کیم چشه؟                     | برنده    |
| ۲۰۱۸ | TVN                              | جایزه بازیگر زن سال                            | منشی کیم چشه؟                     | برنده    |
| ۲۰۱۸ | TVN                              | Thursday Icon                                  | منشی کیم چشه؟                     | برنده    |
| ۲۰۱۸ | cosmo Beauty(جوایز زیبایی)       | جایزه درخشش چهره زیبای سال                     | پارک مین یانگ                     | برنده    |
| ۲۰۱۹ | Asia Artist Awards               | جایزه بهترین سلبریتی آسیا (بازیگر زن)          | پارک مین یانگ                     | برنده    |
| ۲۰۱۹ | Asia Artist Awards               | جایزه بهترین هنرمند (بازیگر زن)                | پارک مین یانگ                     | برنده    |
| ۲۰۱۹ | Taiwan Entertainment\| Awards    | جایزه زیباترین                                 | منشی کیم چشه؟                     | برنده    |
| ۲۰۱۹ | \|Sompi Awards                   | جایزه بهترین بازیگر زن سال                     | منشی کیم چشه؟                     | برنده    |
| ۲۰۱۹ | \|Sompi Awards                   | جایزه بهترین زوج(پارک سئوجون و پارک مین یانگ)  | منشی کیم چشه؟                     | نامزدشده |
| ۲۰۱۹ | \|StarHub Night of Stars         | بهترین ستاره زن آسیا                           | زندگی خصوصی او                    | برنده    |
| ۲۰۲۰ | Asia Artist Awards               | جایزه محبوبیت                                  | پارک مین یانگ                     | نامزدشده |
| ۲۰۲۰ | جشنواره APAN                     | جایزه بازیگر معروف                             | پارک مین یانگ                     | نامزدشده |
| ۲۰۲۲ | Korea Drama Awards               | بهترین بازیگر ممتاز زن(Top Excellence)         | پیش‌بینی عشق و آب و هوا            | نامزدشده |

### افتخارات دیگر
| سال  | سازمان / مراسم اهدای جایزه | اعطا شده              |
| ---- | -------------------------- | --------------------- |
| ۲۰۱۳ | دانشگاه دونگوک             | نشان لیاقت و شایستگی  |
| ۲۰۲۱ | Presidential Commendation  | لوح سپاس ریاست جمهوری |

## فعالیت‌های جهانی
| سفیر سیزدهمین جشنواره Boryeong mud 2010 |
| سفیر کمپین بال‌های صورتی ۲۰۱۱            |
| سفیر دانشگاه دونگوک ۲۰۱۶                |
| سفیر برند TOD'S لوکس ایتالیا ۲۰۲۰       |
| سفیر افتخاری خدمات مالیات ملی ۲۰۲۱      |